# Znaczek skarbowy

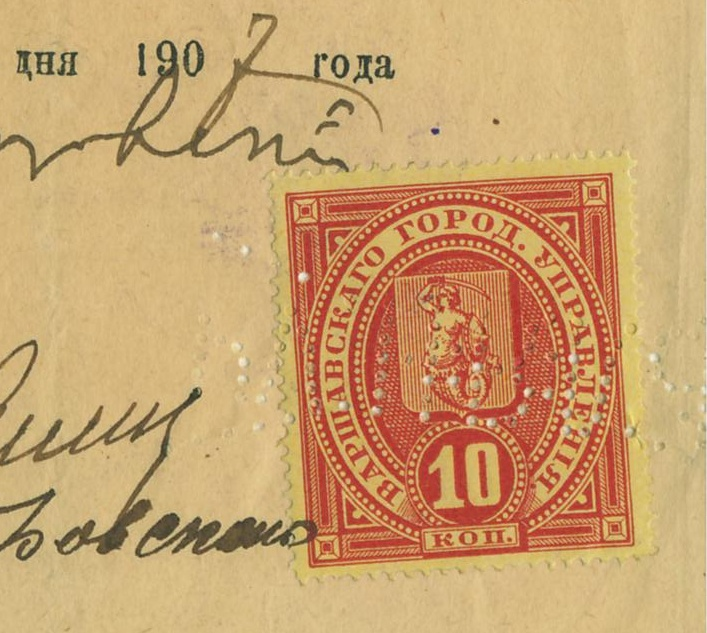
Warszawski znaczek skarbowy na dokumencie z 1907

Znaczek skarbowy – forma uiszczenia opłaty skarbowej za pomocą znaku przypominającego znaczek pocztowy. 
Znaczki skarbowe można było w Polsce nabywać w specjalnych punktach sprzedaży, znajdujących się zwykle w urzędach, a mniejsze nominały były także dostępne w kioskach. Po 1989 r. dystrybucję znaczków skarbowych przejął w całości bank PKO BP.  Po nabyciu znaczka należało go nakleić na składanym w urzędzie dokumencie, co stanowiło bezpośredni dowód na wniesienie odpowiedniej opłaty skarbowej.
Szczególnym rodzajem znaczków skarbowych były znaki opłaty paszportowej zwane znaczkami paszportowymi, a także znaczki opłat sądowych i notarialnych.
Produkcja i sprzedaż znaczków skarbowych zakończyła się w Polsce w 2006 r., do końca 2007 r. można było jeszcze uiszczać nimi opłaty, po czym zostały całkowicie wycofane z obiegu. Znaczki opłat sądowych zniesiono w Polsce z końcem 2017 r.